# China Cinda Asset Management
China Cinda Asset Management — китайский банк, является крупнейшим в «большой четвёрке» компаний по управлению активами в КНР. В списке крупнейших публичных компаний мира Forbes Global 2000 за 2019 год занял 443-е место, в том числе 637-е по выручке, 461-е по чистой прибыли, 157-е по активам и 1251-е по рыночной капитализации; из китайских компаний в этом списке занял 62-е место.

## История
Хотя Азиатский финансовый кризис 1998 года сравнительно мало сказался на КНР, но обострил проблему большой доли просроченных кредитов в крупных банках страны. Для их оздоровления на каждый из «большой четвёрки» крупнейших банков КНР были созданы четыре «плохих банка», которым были проданы просроченные кредиты по их номинальной стоимости; одним из них был China Cinda Asset Management, принявший на себя проблемные активы China Construction Bank (остальные три «плохих банка» называются China Huarong Asset Management, China Orient Asset Management и China Great Wall Asset Management). Со временем все четыре банка начали специализироваться на покупке проблемных активов и реструктуризации (или ликвидации) обанкротившихся компаний, как финансовых, так и из других отраслей экономики.
В апреле 2012 года банк получил дополнительное финансирование от 4 стратегических инвесторов: Национального совета фонда социального обеспечения КНР, UBS AG, CITIC Capital Holdings Limited and Standard Chartered Bank. В 2013 году акции China Cinda Asset Management были размещены на Гонконгской фондовой бирже. В 2015 году за HK$68 млрд ($8,7 млрд) купил гонконгский банк Nanyang Commercial Bank, который ранее был дочерним банком BOC Hong Kong (Holdings).

## Деятельность
Основным направлением деятельности является работа с проблемными долгами, их реструктуризация приносит около 40 % выручки, ещё 10 % выручки приносит страховая деятельность, остальное даёт чистый процентный доход, продажа имущества должников, комиссионные и плата за трастовые, консультационные и услуги по управлению активами; размер активов под управлением на 2018 год составлял 358 млрд юаней ($50 млрд).
|                     | 2010  | 2011  | 2012  | 2013  | 2014  | 2015  | 2016  | 2017  | 2018  |
| ------------------- | ----- | ----- | ----- | ----- | ----- | ----- | ----- | ----- | ----- |
| Оборот              | 24,26 | 24,38 | 32,34 | 42,41 | 59,79 | 78,74 | 91,66 | 120,0 | 107,0 |
| Чистая прибыль      | 7,503 | 6,786 | 7,217 | 9,101 | 12,14 | 14,70 | 15,98 | 18,76 | 11,88 |
| Активы              | 150,7 | 173,1 | 254,6 | 383,8 | 544,4 | 714,0 | 1174  | 1387  | 1496  |
| Собственный капитал | 42,50 | 42,84 | 60,88 | 82,76 | 101,9 | 110,9 | 148,0 | 168,3 | 178,6 |

## Акционеры
Держателем контрольного пакета акций является Министерство финансов КНР (64,45 %), остальные акции котируются на Гонконгской фондовой бирже, держателями крупных пакетов акций являются Национальный совет фонда социального обеспечения КНР (7,6 %) и China COSCO Shipping (5 %). Кроме обычных акций класса H банком было выпущено 160 млн привилегированных акций, их номинальным держателем является The Bank of New York Depository (Nominees) Limited (лондонское отделение The Bank of New York Mellon); дивиденды по ним в 2018 году составили $142,4 млн.

## Дочерние компании
China Cinda Asset Management имеет 33 отделения в 30 провинциях, автономных регионах и муниципалитетах КНР, а также 8 основных дочерних структур:
- Nanyang Commercial Bank, Limited (Гонконг)
  - Nanyang Commercial Bank (China) Limited (Шанхай)
- Cinda Securities Co., Ltd. (Пекин)
  - Cinda Futures Co., Ltd. (Чжэцзян)
  - First State Cinda Fund Management Co., Ltd. (Шэньчжэнь)
  - Cinda Innovation Investment Co., Ltd. (Пекин)
  - Xinfeng Investment Management Co., Ltd. (Пекин)
- China Jingu International Trust Co., Ltd. (Пекин)
- Cinda Financial Leasing Co., Ltd. (Пекин, лизинг)
- Happy Life Insurance Co., Ltd. (Пекин, страховая компания)
- China Cinda (HK) Holdings Company Limited (Гонконг)
  - Cinda International Holdings Limited (Гонконг, имеет отдельный листинг на Гонконгской фондовой бирже)
- Cinda Investment Co., Ltd. (Пекин)
- Zhongrun Economic Development Co., Ltd. (Пекин)